# Bandeira de Araraquara
A bandeira do município de Araraquara, juntamente com o brasão, são os símbolos do município de Araraquara. Foi instituída pela lei municipal número 2 058, de 30 de maio de 1974. Possui formato retangular nas mesmas dimensões da bandeira nacional. Sua cor predominante é o azul, com um triângulo branco, no qual se encontra o brasão. Na parte azul, encontra-se um sol dourado.